# هرمان فريز
هرمان فريز (بالألمانية: Hermann Freese)‏ هو رسام ألماني، ولد في 14 مايو 1819 في بوميرانيا في ألمانيا، وتوفي في 25 يوليو 1871 في Steinhöfel ‏ في ألمانيا.